# Operador matemàtic
Un operador matemàtic és un operador usat en matemàtiques. És una funció que realitza algun tipus d'operació en un nombre, variable o funció (l'operand). L'operador s'escriu a l'esquerra de l'operand.

## Alguns operadors matemàtics
{\displaystyle +\!\ } (més) és el símbol de la suma.
{\displaystyle -\!\ } (menys) és el símbol de la resta.
{\displaystyle *\!\ } i {\displaystyle \cdot \!\ } són els símbols de la multiplicació.
{\displaystyle /\!\ } i{\displaystyle \div \!\ } són els símbols de la divisió.
{\displaystyle =\!\ } és el símbol de la igualtat.

## Exemples
1 + 2
4 - 3
5 × 6
8 / 4
3 = 3